# Stefano Molardi

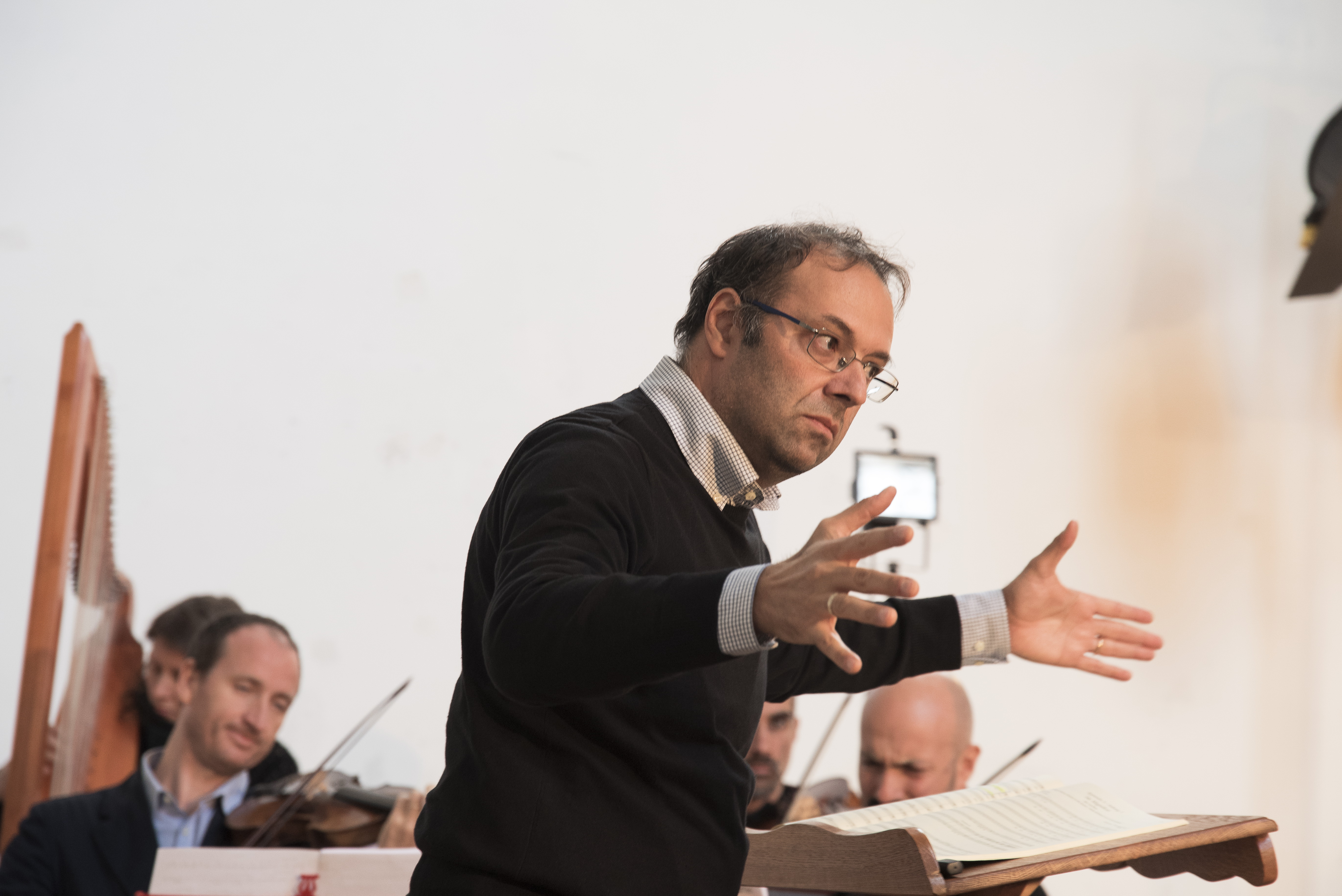
Stefano Molardi nel settembre 2017

Stefano Molardi (Cremona, 1970) è un organista, clavicembalista e direttore d'orchestra italiano.

## Biografia
Diplomatosi in organo presso il Conservatorio di Piacenza, ha in seguito studiato con Ewald Kooiman, Michael Radulescu (del quale ha frequentato un corso triennale presso la Hochschule für Musik – ora Musikuniversität – di Vienna), clavicembalo con Danilo Costantini (con cui ha conseguito il diploma al Conservatorio di Como), perfezionandosi in entrambi gli strumenti con Luigi Ferdinando Tagliavini e Christopher Stembridge.
È stato premiato ai concorsi organistici di Viterbo (1996 - Primo premio), Bruges (1997 - Premio speciale della giuria) e Pasian di Prato (1998 - Primo premio).
Ha suonato in Europa, Stati Uniti d’America, Brasile e Giappone, sia nelle veste di solista che di camerista, eseguendo nel 2009 a Lugano gli Opera omnia organistici di Franz Liszt e César Franck.
Come direttore d’orchestra ha tenuto concerti in Europa e USA, affrontando sia il repertorio strumentale italiano e tedesco del Seicento e Settecento, che vocale sacro (Vespro della Beata Vergine di Claudio Monteverdi, La Vergine Addolorata di Alessandro Scarlatti, Matthäus-Passion e Johannes-Passion di Johann Sebastian Bach) e teatrale (Ademira di Andrea Luchesi, Mitridate di Nicola Porpora). Tra il 2010 e il 2012 ha diretto il Farnace e il Giustino di Antonio Vivaldi sia al Theater an der Wien di Vienna che al Théâtre des Champs Elysées di Parigi.
È direttore e cofondatore di IBA - Accademia Barocca Italiana, orchestra specializzata nell’esecuzione con strumenti storici.
È titolare della cattedra d’organo presso il Conservatorio della Svizzera italiana (Scuola Universitaria di Musica) di Lugano e presso il Conservatorio Giacomo Puccini di La Spezia. Svolge ulteriore attività didattica tenendo masterclass organistiche in Europa, USA e Giappone.
Ha registrato per i network Radio France, Radio della Suisse Romande, Mezzo, Südwestrundfunk, per le case discografiche Christophorus, Divox, Tactus, e da ultimo Brilliant Classics, etichetta per la quale nel 2015 ha compiuto la lettura integrale delle opere organistiche di Johann Sebastian Bach.

## Discografia
- 2001 – Giovanni Valentini: Mottetti e Madrigali (con l'ensemble La Moderna Prattica), Christophorus - CHR 77238.
- 2003 – Claudio Merulo: Opera Omnia for Organ (Vol. 1), Divox CDX 70309/10-6 (2 CD).
- 2003 – Giovanni Maria Trabaci: Il Primo Libro de Ricercate (con l'ensemble La Moderna Prattica),  Tactus - TC 572001[11]
- 2003 – Giovanni Maria Trabaci: Il Secondo Libro de Ricercate (con l'ensemble La Moderna Prattica),  Tactus - TC 572002.
- 2003 – Giuseppe Verdi: Trascrizioni per organo, Tactus - TC 812002.
- 2006 – Claudio Merulo: Opera Omnia for Organ (Vol. 2), Divox CDX 70311/12 (2 CD)[12]
- 2006 – Antonio Vivaldi: Sinfonie d’opera (con l'ensemble I Virtuosi delle Muse), Divox - CDX 70501-6[13]
- 2008 – Viaggio a Venezia (con l'ensemble I Virtuosi delle Muse), Divox - CDX 70602[14]
- 2014 – Johann Sebastian Bach: Complete Organ Music, Vol. 1, Brilliant Classics - 94850 (4 CD).
- 2014 – Johann Sebastian Bach: Complete Organ Music, Vol. 2, Brilliant Classics - 94792 (4 CD).
- 2014 – Johann Sebastian Bach: Complete Organ Music, Vol. 3, Brilliant Classics - 94981 (3 CD).
- 2015 – Johann Sebastian Bach: Complete Organ Music, Vol. 4, Brilliant Classics - 95005 (4 CD).
- 2015 – Johann Sebastian Bach: Complete Organ Music, Brilliant Classics - 95105 (15 CD).
- 2015 – Johann Kuhnau: Complete Organ Music, Brilliant Classics - 95089 (3 CD)[15]
- 2016 – Johann Sebastian Bach: Toccata & Fugue - Famous Organ Music, Brilliant Classics - 95166 (2 CD).
- 2017 – Johann Christoph Bach, Johann Michael Bach: Complete Organ Music, Brilliant Classics - 95418 (3 CD).
- 2018 – Giovanni Benedetto Platti: Complete Music for Harpsichord and Organ, Brilliant Classics - 95518 (3 CD).
- 2018 – Bach Family: Complete Organ Music, Brilliant Classics - 95803 (24 CD).
- 2019 – Bach Family: Organ Works, Brilliant Classics - 95884.
- 2022 – Johann Sebastian Bach: Transcriptions, Brilliant Classics - 96413.
- 2023 – Carl Philipp Emanuel Bach: Six Concertos Wq43 Transcribed for 2 Harpsichords, Brilliant Classics - 95584.
- 2024 – 17th Century Courts of Northern-Italy Music for Violin & Organ, Brilliant Classics - 96980.